# Žitinje (Vitina)
Pour les articles homonymes, voir Žitinje.
Zhiti en albanais et Žitinje en serbe latin (en serbe cyrillique : Житиње) est une localité du Kosovo située dans la commune/municipalité de Viti/Vitina, district de Gjilan/Gnjilane (Kosovo) ou district de Kosovo-Pomoravlje (Serbie). Selon le recensement kosovar de 2011, elle compte 603 habitants, dont une majorité d'Albanais.

## Démographie

### Évolution historique de la population dans la localité
| 1948 | 1953 | 1961 | 1971  | 1981  | 1991  | 2011 |
| ---- | ---- | ---- | ----- | ----- | ----- | ---- |
| 750  | 837  | 943  | 1 116 | 1 238 | 1 425 | 603  |

|  |